# Bowenov reakcijski niz
Petrolog Norman L. Bowen uspio je objasniti zašto se određeni tipovi minerala mogu naći zajedno, dok se druge vrste minerala gotovo nikada ne pojavljuju jedni kraj drugih. Ranih 1900-ih eksperimentirao je s petrogenim mineralnim prahom kojeg je zagrijavao do točke taljenja, a zatim taljevini dopuštao da se ohladi do određene temperature, a sve vrijeme je promatrao vrste minerala koji su pri tome kristalizirali. Ponavljao je taj proces uz progresivno smanjivanje temperature, a konačni rezultat doveo ga je do mogućnosti formiranja reakcijskog niza (reakcijske serije) koja je i danas prihvaćena kao idealizirana progresija minerala koji nastaju hlađenjem magme. Taj niz danas poznajemo pod nazivom Bowenov reakcijski niz ili Bowenova reakcijska serija. 
Vodeći se Bowenovim rezultatima, iz vrsta minerala prisutnih u stijeni možemo zaključiti kakvi su bili relativni uvjeti (temperatura, tlak...) u vrijeme kada je stijena nastajala.

## Opis
Serija je podijeljena u dva niza, jedan kontinuirani, drugi diskontinuirani. Niz s desne strane je kontinuirani. Minerali na vrhu priložene ilustracije prvi kristaliziraju pa se time temperaturni gradijent očitava iz visokotemperaturnih do niskotemperaturnih minerala, gdje se visokotemperaturni nalaze na vrhu, a niskotemperaturni na dnu ilustracije. Kako je površina Zemlje niskotemperaturni okoliš u odnosu na zone nastanka stjenske mase, prikaz ujedno pokazuje i stabilnost minerala, gdje su najstabilniji na dnu, a oni najviše podložni trošenju na vrhu. Razlog tome je činjenica da su minerali najstabilniji u onim uvjetima koji su najbliži uvjetima njihova nastanka. Jednostavnije rečeno, visokotemperaturni minerali, tj. minerali koji prvi kristaliziraju iz magme, najnestabilniji su na površini Zemlje i najbrže se troše jer su uvjeti na površini najrazličitiji od uvjeta u unutrašnjosti pri kojima su oni kristalizirali, dok su niskotemperaturni minerali ovdje mnogo stabilniji jer su uvjeti na površini mnogo sličniji uvjetima njihova nastanka.